# (1207) Ostenia
(1207) Ostenia es el asteroide número 1207 situado en el cinturón principal. Fue descubierto por el astrónomo Karl Wilhelm Reinmuth  desde el observatorio de Heidelberg, el 15 de noviembre de 1931. Su designación alternativa es 1931 VT. Está nombrado en honor del empresario y astrónomo aficionado alemán Hans Osten.
Ostenia forma parte de la familia asteroidal de Eos.